# Kenta Hirose
Kenta Hirose (広瀬 健太 Hirose Kenta?, nacido el 26 de junio de 1992 en Saitama) es un futbolista japonés que se desempeña como defensa.

## Trayectoria

### Clubes
| Club            | País  | Año         |
| --------------- | ----- | ----------- |
| Shonan Bellmare | Japón | 2015        |
| Tochigi SC      | Japón | 2016 - 2017 |
| Albirex Niigata | Japón | 2018 - 2019 |

## Estadística de carrera

### J. League
| Club            | Año   | J. League | J. League | Copa J. League | Copa J. League | Total | Total |
| Club            | Año   | Part.     | Goles     | Part.          | Goles          | Part. | Goles |
| --------------- | ----- | --------- | --------- | -------------- | -------------- | ----- | ----- |
| Shonan Bellmare | 2015  | 1         | 0         | 1              | 0              | 2     | 0     |
| Tochigi SC      | 2016  | 28        | 3         | -              | -              | 28    | 3     |
| Tochigi SC      | 2017  | 26        | 3         | -              | -              | 26    | 3     |
| Total           | Total | 55        | 6         | 1              | 0              | 56    | 6     |